# آدم ميناروفيتش
آدم ميناروفيتش (بالإنجليزية: Adam Minarovich)‏ (بالإنجليزية: Adam Minarovich) مواليد (30 يناير، 1977) ممثل، كاتب، ومخرج أمريكي، اشتهر بدور إيد في مسلسل الموتى السائرون على قناة «AMC».

## وصلات خارجية
- آدم ميناروفيتش على موقع IMDb (الإنجليزية)
- آدم ميناروفيتش على موقع ألو سيني (الفرنسية)
- آدم ميناروفيتش على موقع أول موفي (الإنجليزية)
- آدم ميناروفيتش على موقع قاعدة بيانات الفيلم (الإنجليزية)
- آدم ميناروفيتش على موقع كينوبويسك (الروسية)
- الموقع الرسمي